# Turdus plebejus
El zorzal serrano (Turdus plebejus), también conocido como sensontle montañés, mirlo montañero o zorzal plebeyo, es una especie de ave paseriforme de la familia Turdidae.
Es nativo de Costa Rica, El Salvador, Guatemala, Honduras, México, Nicaragua y Panamá. Su hábitat natural incluye bosque húmedo montano tropical y subtropical.

## Subespecies
Se distinguen las siguientes subespecies:
- Turdus plebejus plebejus
- Turdus plebejus differens
- Turdus plebejus rafaelensis